# Don Muro
Don J. Muro (Freeport, 29 juli 1951) is een Amerikaans componist en muziekpedagoog.

## Levensloop
Muro kreeg op vijfjarige leeftijd viool- en pianoles, later kreeg hij een hammondorgel met 28 toetsen pedaal. Hij was gefascineerd van dit instrument en kreeg klassieke orgelles. Een beetje later begon hij met geluidsexperimenten met hulp van zijn bandrecorder. Op 16-jarige leeftijd naam hij muziek van zijn een-persoon-band op, door achtereenvolgens de gitaar, de hammondorgel, bas en drumstel zelf te bespelen. Alhoewel hij zich zeer met zijn equipement bevatte kreeg hij ononderbroken orgelles bij de organist van de "Bisschoppelijke kathedraal van Long Island". Bij deze muziekleraar en organist kreeg hij de gelegenheid het mannenkoor en de knapenkoor te dirigeren en de godsdienst op de vier manuals orgel te begeleiden. Toen ontwikkelde zich ook zijn interesse voor het componeren.
Als muziekpedagoog is hij verbonden aan de National Association of Jazz Educators en aldaar hoofd van de afdeling voor "Elektronische muziek". Als gastdocent was hij bezig aan de Manhattan School of Music, het Berklee College of Music, Temple University, Duquesne University, het Columbia University Teachers College en de Universiteit van Noord Texas in Denton
Hij was enthousiast van de mogelijkheden (technisch en compositorisch) van de synthesizer en de bandrecorder. In jeugdige jaren was hij al vertrouwd geworden met composities van zowel Otto Luening alsook Vladimir Ussachevsky voor geluidsband, maar een richtinggevende compositie was voor hem Switched-On-Bach van Wendy Carlos. Het was voor hem de eerste tonale elektronische muziek en hij was heel ingenomen door de klank van de Moog synthesizer. Verder voelde hij zich beïnvloed door het werk Snowflakes Are Dancing voor synthesizer van Isao Tomita, die in 1974 Claude Debussy's pianomuziek elektronisch realiseerde. Een derde invloed kreeg hij door de vooraanstaande synthesizerwerken van Jan Hammer. Hammer was voor hem de eerste toetsenist die een pretentieuze glijdende toonhoogteverschuiving in zijn synthesizer solo's verwerkte. In tegenstelling tot de meeste van zijn tijdgenoten, was Hammer voor hem de vertegenwoordiger van de synthesizer als uniek instrument en Hammer creëerde een identificeerbare klank. Het vierde invloed op zijn compositorisch ontwikkeling kwam niet van de synthesizer, maar van een grote organist met name Virgil Fox. Voor Muro was het een belangrijk leraar en hij had de mogelijkheid bij hem in masterclasses gedurende twee zomers te studeren. Naar de eigen inschatting van Muro heeft Fox hem beïnvloed inzake van de expressie, de techniek en het tonale kleurgevoel van een muzikaal voordracht. Voor Muro bestaan er verschillende overeenstemmingen tussen de orgel en de synthesizer, maar zijn achtergrond, die hij bij de orgelstudie kreeg, was een uitstekende basis voor zijn ontwikkeling als speler van de synthesizer.
In 1975 schreef hij zijn twee eerste stukken voor harmonieorkest en synthesizer.

## Composities

### Werken voor orkest
- 1984 Suite for Synthesizer and Orchestra

### Werken voor harmonieorkest
- 1977 Badlands Overture, voor harmonieorkest (en synthesizer [optioneel])[1]
- 1986 Fanfare and Choral, voor synthesizer en harmonieorkest

### Vocale muziek

#### Werken voor koor
- 1973 O Be Joyful in the Lord,, voor gemengd koor, orgel en bandrecorder
- Come, My Way, My Truth, My Life, voor gemengd koor en orgel
- Let All the World in Every Corner Sing, voor gemengd koor en orgel
- Sing, Rejoice and Give Thanks, voor gemengd koor en orgel

### Kamermuziek
- A Touch Of Spain - (Latin Rhythm), voor blokfluitkwartet en piano
- Capriols Caper (3 Famous Renaissance Dances), voor blokfluitkwartet en piano
- Concert Suite, voor sopraanblokfluit en cd
- Give Me Five, voor sopraanblokfluit en cd
- Rockin Easy (Rocks From Beginning to End-), voor een of twee sopraanblokfluiten en cd
- Seven Switched-On Songs, voor sopraanblokfluit en cd
- Simple Serenade (Unison And 2-Part Texture), voor een of twee blockfluiten
- The Kings Highroad, voor blokfluitkwartet

### Werken voor synthesizer
- 1979 The Glimpse[2]
- Wake Up[3]

## Publicaties
- Midi Keyboard Curriculum-Student Handbook
- The Art of Sequencing (A Step by Step Approach), Manhattan Music Publications, 164 p., ISBN 0-898985-60-9
- The church musician's guide to music technology
- Ultimate Beginner Tech Start (Sequencing Basics), Alfred Music Publishing, 44 p., ISBN 0-769233-92-9

## Media
1. ↑  Badlands Overture. Gearchiveerd op 1 oktober 2016.
2. ↑  The Glimpse. Gearchiveerd op 2 juni 2023.
3. ↑  Wake Up. Gearchiveerd op 29 februari 2020.